# パーシー・ファン
パーシー・ファン（范萱蔚、簡体字: 范萱蔚, 拼音: Fàn Xuānwèi。1987年12月17日 - ）は、香港生まれの女性歌手・女優である。身長161cm、体重46kg、いて座。現在の所属事務所およびレコード会社はスターJ&スナッズ・エンターテインメント・グループ。

## 人物・経歴
- 2004年、商台森美小儀歌劇団の舞台「早安啊！曼克頓（邦題：お早う！マンハッタン）」に出演。これがきっかけで芸能界入り。
- 学生時代、バレーボール部に所属しており、大会で2位に輝いたことがある。

## 出演作品

### テレビドラマ
- RTHKテレビドラマ「一家人 —— 人魚故事」
- 香港TVBドラマ「尖子攻略」 - 林亦双 役

### 舞台
- 2004年　商台森美小儀歌劇団「早安啊！曼克頓（邦題：お早う！マンハッタン）」

### 広告
- 實恵旅遊（テレビ広告）
- 集美郵輪（テレビ広告）
- 彩福皇宴（テレビ広告）

## 出演したミュージックビデオ
- 你是我的石頭
- 我買自已
- 邊愛邊罵（林泳とデュエット）
- 自卑男（林泳とデュエット）
- 京華春夢（EO2）
- 大節日（EO2、高皓正、鄧穎芝、裕美、唐寧、賈曉晨との合唱）
- 電光火石（鄧穎芝とEDDIE@EO2）
- 一起愛（裕美とのデュエット）
- 少女大帝（裕美とのデュエット）
- 我們就是力量（EO2、鄧穎芝、裕美、賈曉晨との合唱）
- 一次心動（裕美とのデュエット）
- 為寂寞拍拖（高皓正とのデュエット）
- 冬甩
- 比武招親

## 音楽作品

### シングル
- 邊愛邊罵（林泳とのデュエット）
- 你是我的石頭
- 大節日（EO2、高皓正、鄧穎芝、裕美、唐寧、賈曉晨との合唱）
- 我買自已
- 一起愛（裕美とのデュエット）
- 一起愛-最後勝利版（パーシー・ファンのソロ版）
- 少女大帝（裕美とのデュエット）
- 為寂寞拍拖（高皓正とのデュエット）
- 我們就是力量（EO2、鄧穎芝、賈曉晨、裕美との合唱）
- 一次心動（裕美とのデュエット）
- 冬甩
- 義出必行（葉文輝、狄易達、高皓正、裕美、劉家麗、何卓瑩との合唱）
- 你的小天使
- 全宇宙過聖誕（葉文輝、賈曉晨、狄易達、區俊濤、張苡澂、劉家麗、黄子菲、Winnie、Yellowとの合唱）
- 比武招親

### アルバム
- 2008年1月29日：一起愛（EP）
- 2008年8月25日：少女大帝（EP、裕美とデュエット曲）